# Ентоні Ервін
Ентоні Ервін (англ. Anthony Ervin, нар. 26 травня 1981, Бербанк, Каліфорнія, США) — американський плавець, триразовий олімпійський чемпіон та дворазовий чемпіон світу.

## Кар'єра
7 серпня 2016 року виграв друге олімпійське золото у своїй кар'єрі. Плавець брав участь у попередньому запливі естафети 4 по 100 метрів вільним стилем і згідно з правилами йому було не обов'язково плисти у фіналі щоб отримати медаль. 12 серпня переміг у фіналі на дистанції 50 метрів вільним стилем. Ервін став самим старшим плавцем в історії який ставав олімпійським чемпіоном в індивідуальних запливах.

## Виступи на Олімпійських іграх
| Олімпіада   | Дисципліна             | Місце |
| ----------- | ---------------------- | ----- |
| Сідней 2000 | 50 м вільним стилем    | 1     |
| Сідней 2000 | 4×100 м вільним стилем | 2     |
| Лондон 2012 | 50 м вільним стилем    | 5     |
| Ріо 2016    | 50 м вільним стилем    | 1     |
| Ріо 2016    | 4×100 м вільним стилем | 1     |